# Sigvard Olsson
Sigvard Olsson, född 30 juli 1936 i Helsingborg, är en svensk tecknare, grafiker, målare, scenograf och dramatiker.
Olsson var ombordanställd på Svenska Amerikalinjen 1957–1963. I New York kom han i kontakt med den abstrakta expressionismen och inspirerades av den, särskilt av Robert Motherwell. Han studerade konst vid bland annat Slade School of Fine Art, University of London.
Runt 1970 gjorde han en rad uppmärksammade affischer med bland annat de sydamerikanska politiska aktivisterna Che Guevara och Hugo Blanco.

## Drama i urval
- I väntan på Bardot (1978), tillsammans med Lars Björkman
- Galoschkungen[4] (1996)

## Film
- Snacka går ju..., i väntan på Bardot (1981), manus tillsammans med Lars Björkman
- Just a Matter of Concentration (1981), regi för kortfilm
- Matterhorn (1982), regi för kortfilm
- De flygande djävlarna (1985), manus tillsammans med Anders Refn
- Long Weekend (1992), manus till TV-film

## Offentlig konst i urval
- Fynden (1975), formgivning av tunnelbanestation Rådhuset i Stockholm
- Utsmyckning av hisstornet , utgång Kungsklippan (1999-2002), klinker, borstad aluminium och neon, tunnelbanestation Rådhuset i Stockholm
- Utsmyckning, utgång Kungsholmsgatan (1999-2002), klinker och rosa granit, tunnelbanestation Rådhuset i Stockholm

## Fotnoter
1. ↑  Andreas Beyer & Bénédicte Savoy (red.), Artists of the World Online, K.G. Saur Verlag och Walter de Gruyter, 2009, 10.1515/AKL, Artists of the World konstnärs-ID: 00308352.[källa från Wikidata]
2. ↑  IMDb-ID: nm0648136, läst: 14 september 2023.[källa från Wikidata]
3. ↑  Intervju av Tjerstin Thorsén i Helsingborgs Dagblad 2006-08-18
4. ↑  Galoschkungen handlar om Henry Dunker. Sigvard Olssons far var bland annat under några år chef för det Dunker-ägda gummiföretaget Tretorns dotterbolag i Tyskland